# 10 Dywizja Kawalerii (RFSRR)
10 Kubańska Dywizja Kawalerii (ros. 10-я кавалерийская дивизия) – związek taktyczny kawalerii Armii Czerwonej okresu wojny domowej w Rosji i wojny polsko-bolszewickiej.
Dywizja formowana była na Uralu, jej dowódcą był N.D. Tomin. Latem 1920 wchodziła w skład III Korpusu Kawalerii Gaja Dimitriewicza Gaja. Liczyła 3147 szabel, 27 ciężkich karabinów maszynowych i 12 armat. Etat dywizji przewidywał 3 brygady po 2 pułki kawalerii każdy, a także 3 dywizjony artylerii konnej.
Po podpisaniu rozejmu z Polską, wzięła udział w walkach z oddziałami gen. Bułhaka-Balachowicza

## Dowódcy dywizji
- N.D. Tomin

## Struktura organizacyjna
Skład 1 sierpnia 1920:
- dowództwo dywizji
- 55 pułk kawalerii
- 56 pułk kawalerii
- 57 pułk kawalerii
- 58 pułk kawalerii
- 60 pułk kawalerii
- zmotoryzowany pluton karabinów maszynowych
- dywizjon artylerii konnej